# 6 juli
6 juli är den 187:e dagen på året i den gregorianska kalendern (188:e under skottår). Det återstår 178 dagar av året.

## Återkommande bemärkelsedagar

### Nationaldagar
- Komorernas nationaldag (till minne av självständigheten från Frankrike denna dag 1975)
- Malawis nationaldag (till minne av självständigheten från Storbritannien denna dag 1964)

### Flaggdagar
- Finland: Diktens och sommarens dag, även känd som Eino Leino-dagen (efter Eino Leino, som föddes denna dag 1878) (vedertagen flaggdag)

## Namnsdagar

### I den svenska almanackan
- Nuvarande – Esaias och Jessica
- Föregående i bokstavsordning
  - Elisiv – Namnet infördes på dagens datum 1986, men utgick 1993.
  - Esaias – Namnet förekom före 1700-talet på 5 juli, men infördes på dagens datum 1708. Där fanns det kvar fram till 1993, då det flyttades till 6 september, för att 2001 återföras till dagens datum.
  - Esse – Namnet infördes på dagens datum 1986, men utgick 1993.
  - Ester – Namnet förekom, till minne av huvudpersonen i Esters bok i Gamla testamentet, under 1600-talet på både 24 maj och dagens datum och på 1790-talet på 24 oktober, men utgick sedan. 1901 infördes det på 31 mars och har funnits där sedan dess.
  - Gustav – Namnet förekom tidvis på både dagens datum och 9 december, innan det 1708 flyttades till 27 mars. 1774 flyttades det till 6 juni, där det har funnits sedan dess, även i formen Gustaf, till minne av att Gustav Vasa valdes till svensk kung denna dag 1523.
  - Jessika – Namnet infördes 1986 på 26 juli, men flyttades 2001 till dagens datum.
  - Ronald – Namnet infördes 1986 på 9 augusti. 1993 flyttades det till dagens datum och 2001 till 16 maj.
  - Ronny – Namnet har gått samma väg som Ronald, genom att 1986 införas på 9 augusti 1993 flyttas till dagens datum och 2001 flyttas till 16 maj.
- Föregående i kronologisk ordning
  - Före 1708 – Gustav och Ester
  - 1708–1900 – Esaias
  - 1901–1985 – Esaias
  - 1986–1992 – Esaias, Elisiv och Esse
  - 1993–2000 – Ronald och Ronny
  - Från 2001 – Esaias och Jessika
- Källor
  - Brylla, Eva (red.): Namnlängdsboken, Norstedts ordbok, Stockholm, 2000. ISBN 91-7227-204-X
  - af Klintberg, Bengt: Namnen i almanackan, Norstedts ordbok, Stockholm, 2001. ISBN 91-7227-292-9

### Finlandssvenska almanackan
- Nuvarande från 2015[1] – Halvar, Orvar
- I föregående revideringar[a][2]
  - 1929–2014 – Halvar

## Händelser
- 371 f.Kr. – En koalition av boiotier med Thebe i spetsen besegrar, under Epameinondas ledning, en spartansk armé i slaget vid Leuktra, där den spartanske befälhavaren Kleombrotos I stupar. Enligt den romerske historieskrivaren Diodorus Siculus (som lever omkring 300 år senare) stupar omkring 300 av de uppåt 8 500 boiotierna, medan geografen Pausanias ytterligare några århundraden senare anger antalet till 47. Den med slaget samtida grekiske historikern Xenofon anger att spartanerna förlorar 1 000 av sina 10 000–11 000 man, medan Diodorus anger antalet stupade på deras sida till över 4 000. Slaget blir en avgörande seger för boiotierna, eftersom det gör slut på det inflytande över den grekiska världen, som Sparta har haft sedan det peloponnesiska kriget i slutet av 400-talet f.Kr.
- 1249 – Vid Alexander II:s död efterträds han som kung av Skottland av sin son Alexander III. Trots att han två år senare gifter sig med den engelska prinsessan Margareta lyckas han framgångsrikt motstå de engelska kungarnas krav på att han ska erkänna Skottland som ett engelskt län. Han lyckas under 1260-talet även erövra de norska lydländerna Hebriderna och Isle of Man, men med hans död 1286 utslocknar den gamla skotska kungaätten Dunkeld, som har innehaft den skotska tronen sedan 1034.
- 1415 – Den böhmiske prästen, filosofen och reformatorn Jan Hus blir bränd på bål i Konstanz, sedan konciliet i staden har dömt honom till döden för kätteri. Han har nämligen börjat predika mot den katolska kyrkans doktriner och läror och ses därmed idag som en förelöpare till Martin Luther, som inledde reformationen i början av 1500-talet. Avrättningen leder till att det 1419 utbryter krig mellan hans följeslagare i Böhmen och Mähren och den katolska kyrkan, vilket varar till omkring 1434.
- 1483 – En och en halv vecka efter att Rikard III har erövrat den engelska kronan från sin brorson Edvard V (25 juni) utförs hans kröning i Westminster Abbey. Han stupar dock i slaget vid Bosworth Field 1485, varvid hans ätt (huset York) utslocknar och Henrik VII inleder Tudorättens tid på den engelska tronen.
- 1758 – Sedan Benedictus XIV har avlidit den 3 maj väljs Carlo della Torre di Rezzonico till påve och tar namnet Clemens XIII.
- 1885 – Den franske kemisten och biologen Louis Pasteur utför det första testet med vaccin mot rabies på en människa, den nioårige Joseph Meister, som har blivit biten av en rabiessmittad hund. Pasteur har tidigare testat vaccinet på hundar, men trots att han löper risk att anklagas för att utföra läkekonst utan licens väljer han nu alltså att för första gången pröva vaccinet på en människa. Behandlingen blir framgångsrik och Meister smittas inte av rabies. Han lever sedan till 1940, då han 64 år gammal begår självmord vid den tyska invasionen av Paris.
- 1917 – Den brittiske officeren T.E. Lawrence (mest känd som ”Lawrence av Arabien”) leder, tillsammans med Auda ibu Tayi, araberna i slaget om Aqaba under den arabiska revolten mot det osmanska riket. Arabernas erövring av staden Aqaba vid Röda havet blir strategiskt mycket viktig, eftersom det ger möjlighet att öppna en försörjningslinje till de arabiska och brittiska styrkor, som är placerade längre norrut i Transjordan och Palestina och dessutom avlägsnar det osmanska hotet mot Suezkanalen.
- 1939 – Nazisterna stänger de sista judiska företagen i Tyskland, som en del i diskrimineringen av den judiska befolkningen i landet. Redan 1935 har judarna genom Nürnberglagarna blivit fråntagna sitt tyska medborgarskap och räknas sedan dess som ”undersåtar till staten”.
- 1942 – Den judiska flickan Anne Frank och hennes familj, som har flytt från Tyskland till Nederländerna undan nazisterna 1933, går under jorden i Amsterdam, sedan hennes storasyster Margot har fått en tvångsinkallelseorder till tvångsarbete i Tyskland. De lever sedan gömda, tillsammans med en annan familj (van Pels) i en vindsvåning under två år, tills de blir avslöjade och infångade i augusti 1944.
- 1962 – Pratshowen The Late Late Show börjar sändas i irländsk tv och visas i ungefär två timmar på fredagskvällar med start halv tio. Den visas än idag (2025) och räknas därför som världens äldsta ännu visade pratshow. Den mest kände programledaren blir Gay Byrne, som leder programmet från starten till sin pensionering 1999. Programledarskapet övertas därefter av Pat Kenny i tio år, innan den nuvarande programledaren Ryan Tubridy tar över 2009.
- 1964 – Det brittiska protektoratet Nyasaland i sydöstra Afrika blir självständigt. 1953-1963 har protektoratet varit en del av Centralafrikanska federationen som dock sedan 1 januari 1964 åter är uppdelad i de tre delar det var före 1953. Nyasaland har sedan dess varit ett självstyrande protektorat inom det brittiska samväldet, men blir nu en helt självständig republik med namnet Malawi, ett namn som har sin grund i det medeltida Maraviriket (dock fortfarande som medlem av samväldet). Redan i augusti drabbas det nya landet av regeringskris, genom vilken den nyutnämnde premiärministern Hastings Banda tar makten och gör Malawi till en enpartidiktatur. Först 1993 införs flerpartisystem och demokrati i landet.
- 1967 – Inbördeskrig utbryter i Nigeria, sedan dess sydligaste provinser den 30 maj har utropat sig självständiga som republiken Biafra. Kriget blir mest känt för bilderna av den svältkatastrof, som drabbar den biafranska civilbefolkningen (särskilt barnen) och som genom att kablas ut över världen skapar världsvid sympati för biafranerna. Den nigerianska sidan står dock som segrare i januari 1970, då Biafra åter införlivas med Nigeria.
- 1975 – Den franska kolonin Komorernas parlament utropar ögruppens självständighet från Frankrike,[3] trots att man 1973 har kommit överens om att öarna ska bli självständiga först 1978. Ön Mayotte har dock 1974 i en folkomröstning sagt nej till självständighet och gör det även i en ny omröstning 1976 och den förblir därför under fransk kontroll och är det än idag (2025). Under de kommande åren skakas ögruppen av en rad statskupper, vilka fortsätter in på 2000-talet.
- 2006 – Högsta domstolen dömer tre personer till villkorlig dom och dagsböter och en fjärde till skyddstillsyn för hets mot folkgrupp, sedan de har delat ut flygblad mot homosexuella på Staffanskolan i Söderhamn. Detta är den hittills (2025) enda fällande domen för hets mot folkgrupp angående homosexuella i Sverige, sedan detta blev kriminellt 2002.

## Födda
- 1598 – Kirsten Munk, dansk och norsk regentgemål 1615–1629 (gift morganatiskt med Kristian IV)
- 1730 – Peter Jonas Bergius, svensk läkare
- 1766 – John Russell, brittisk politiker
- 1794 – Wilhelm Hensel, tysk målare
- 1796 – Robert Wight, brittisk botanist
- 1805 – Heinrich Strack, tysk arkitekt
- 1821 – Edmund Pettus, amerikansk demokratisk politiker och general, senator för Alabama
- 1822 – Anders Anderson, svensk läkare och skald, ledamot av Svenska Akademien
- 1823 – Sophie Adlersparre, svensk friherrinna, pionjär inom den svenska kvinnorörelsen
- 1827 – Gustaf Nerman, svensk väg- och vattenbyggnadsingenjör
- 1832 – Maximilian I, ärkehertig av Österrike, kejsare av Mexiko
- 1859 – Verner von Heidenstam, författare och poet, ledamot av Svenska Akademien från 1912, mottagare av Nobelpriset i litteratur 1916
- 1883 – David Söderholm, svensk målare
- 1885
  - Ernst Busch, tysk militär, generalfältmarskalk
  - Doyle E. Carlton, amerikansk demokratisk politiker, guvernör i Florida
- 1897 – Carl von Haartman, finländsk militär, diplomat och affärsman
- 1899 – Gustav Ucicky, österrikisk filmregissör
- 1900 – Einar Malm, svensk författare och manusförfattare
- 1901 – Syama Prasad Mookerjee, indisk politiker, grundare av partiet Bharatiya Jana Sangh
- 1902 – Albert Deborgies, fransk vattenpolospelare
- 1903 – Hugo Theorell, svensk biokemist, mottagare av Nobelpriset i fysiologi eller medicin 1955
- 1907
  - Arvid Brenner, tysk-svensk författare och översättare
  - Frida Kahlo, mexikansk konstnär
- 1912
  - Heinrich Harrer, österrikisk bergsklättrare, geograf och författare
  - Ruth Moberg, svensk skådespelare och operasångare (sopran)
- 1915 – Judit Holmgren, svensk skådespelare
- 1916 – Unica Zürn, tysk surrealistisk författare, poet och konstnär
- 1918 – Sebastian Cabot, brittisk skådespelare
- 1921 – Nancy Reagan, amerikansk politikerhustru, USA:s första dam
- 1923 – Wojciech Jaruzelski, polsk politiker, Polens president
- 1924 – Louie Bellson, amerikansk storbandstrumslagare
- 1925 – Bill Haley, amerikansk rockartist och sångare
- 1927 – Janet Leigh, amerikansk skådespelare
- 1934 – Ulf Schenkmanis, svensk radio- och TV-programledare
- 1935 – Tenzin Gyatso, tibetansk Dalai lama 1950–, mottagare av Nobels fredspris 1989
- 1936 – Stellan Olsson, svensk regissör och manusförfattare
- 1937
  - Vladimir Asjkenazi, rysk pianist och dirigent
  - Ned Beatty, amerikansk skådespelare
  - Bessie Head, botswansk författare
- 1941
  - Kjell-Hugo Grandin, svensk skådespelare
  - Torbjörn Säfve, svensk författare och debattör
- 1943 – John Cummings, brittisk labourpolitiker, parlamentsledamot
- 1946
  - George W. Bush, amerikansk republikansk politiker, guvernör i Texas USA:s president
  - Bo G. Andersson, svensk skådespelare
  - Sylvester Stallone, amerikansk skådespelare, manusförfattare och regissör
- 1947 – Shelley Hack, amerikansk skådespelare
- 1951 – Geoffrey Rush, australisk skådespelare
- 1952
  - Per Eric Asplund, svensk skådespelare och koreograf
  - Anders Kallur, svensk ishockeyspelare
  - Mehmet Ali Talat, turkcypriotisk politiker, Nordcyperns president
- 1954 – Anders Nilsson, svensk tonsättare
- 1958 – Jennifer Saunders, brittisk skådespelare och komiker
- 1959 – Mikael Andersson, svensk ishockeyspelare, VM-guld och kopia av Svenska Dagbladets guldmedalj 1987
- 1960 – Maria Borelius, svensk journalist, författare, företagare och moderat politiker, Sveriges handelsminister 2006
- 1961 – Jonas Jonasson, svensk författare
- 1970
  - Antonio Harvey, amerikansk basketspelare
  - Symba Smith, amerikansk fotomodell och skådespelare
- 1975 – Curtis Jackson, amerikansk hiphop-artist med artistnamnet 50 Cent
- 1978
  - Shan Atci, svensk-kurdisk komiker
  - Tia Mowry och Tamera Mowry, amerikanska skådespelare
- 1979 – Kevin Hart, amerikansk skådespelare och komiker
- 1980 – Eva Green, fransk skådespelare
- 1987 – Kate Nash, brittisk sångare och musiker
- 1996 – Sandra Näslund, svensk skicrossåkare, OS-guld 2022

## Avlidna
- 1189 – Henrik II, kung av England
- 1249 – Alexander II, kung av Skottland
- 1415 – Jan Hus, böhmisk reformator
- 1476 – Johannes Regiomontanus, tysk matematiker och astronom
- 1483 – Edvard V, kung av England och herre över Irland
- 1535 – Thomas More, engelsk politiker och författare
- 1553 – Edvard VI, kung av England och Irland
- 1729 – Sven Caméen, riksdagsman och biskop i Västerås stift
- 1762 – Peter III, tsar av Ryssland
- 1850 – Zachary Taylor, amerikansk militär och politiker, USA:s president
- 1854 – Georg Ohm, tysk fysiker
- 1893 – Guy de Maupassant, fransk författare
- 1901 – Chlodwig zu Hohenlohe-Schillingsfürst, tysk politiker, Tysklands rikskansler
- 1902 – Maria Goretti, italiensk jungfrumartyr och helgon
- 1908 – Victor Örnberg, svensk arkivman och släktforskare
- 1915 – Carl Mannerheim, finländsk greve och industriman
- 1917 – Rudolf Arborelius, svensk arkitekt
- 1928 – Charles N. Herreid, amerikansk republikansk politiker, guvernör i South Dakota
- 1932 – Kenneth Grahame, brittisk författare, mest känd för Det susar i säven
- 1934 – Franklin MacVeagh, amerikansk bankman och politiker, USA:s finansminister
- 1946 – Ulla Billquist, svensk sångare
- 1961 – Cuno Amiet, schweizisk målare
- 1962 – William Faulkner, amerikansk författare, mottagare av Nobelpriset i litteratur 1949
- 1971 – Louis Armstrong, amerikansk jazzmusiker
- 1977 – Bo Teddy Ladberg, svensk redaktör, programledare och musikradioproducent
- 1982 – Hilding Bladh, svensk filmfotograf
- 1991 – Henrik Sandblad, svensk idéhistoriker och professor
- 1994 – Cameron Mitchell, amerikansk skådespelare
- 1997 – Chetan Anand, indisk manusförfattare och filmregissör
- 1998 – Roy Rogers, amerikansk skådespelare
- 2000 – Władysław Szpilman, polsk pianist
- 2004 – Thomas Klestil, österrikisk politiker, Österrikes president
- 2005
  - Evan Hunter, amerikansk författare med pseudonymen Ed McBain
  - Claude Simon, fransk författare, mottagare av Nobelpriset i litteratur 1985
- 2009
  - Vasilij Aksionov, rysk författare
  - Robert McNamara, amerikansk affärsman och republikansk politiker, USA:s försvarsminister, ordförande för Världsbanken
- 2014
  - Alan J. Dixon, amerikansk demokratisk politiker, senator för Illinois
  - Dave Legeno, brittisk skådespelare, känd som varulv i Harry Potter och dödsrelikerna
- 2015 – Jerry Weintraub, amerikansk filmproducent och talangscout
- 2017 – Håkan ”Carla” Carlqvist, svensk motocrossförare, världsmästare 1979 och 1983, mottagare av Svenska Dagbladets guldmedalj 1983
- 2018 – Shoko Asahara, japansk ledare av Aum Shinrikyo-sekten
- 2019 – Cameron Boyce, amerikansk skådespelare
- 2020 – Ennio Morricone, italiensk filmkompositör och orkesterledare
- 2021 – Dzjivan Gasparjan, armenisk musiker och kompositör
- 2022 – James Caan, amerikansk skådespelare